# Microsoft Office 2021
Microsoft Office 2021 je verze kancelářského balíku Microsoft Office, která nahrazuje Microsoft Office 2019. Oficiálně byla vydána 5. října 2021 pro Windows 10, Windows 11, macOS a Windows Server 2019.

## Informace o verzi
Office 2021 zůstává na stejné hlavní verzi 16 jako předchozí verze Office; přináší lepší podporu formátu souborů OpenDocument, nová dynamická pole, funkce XLOOKUP pro Excel, plnou podporu tmavého režimu a vylepšení výkonu. Kromě toho vylepšuje funkci Ink for Translate v aplikacích Microsoft Outlook a PowerPoint.
Podpora pro maloobchodní verze Office 2021 skončí 13. října 2026; na rozdíl od starších verzí Office zde není prodloužena doba podpory.